# Christopher Nkunku
Christopher Alan Nkunku (Lagny-sur-Marne, 1997. november 14. –) francia válogatott labdarúgó, csatár. A Premier League-ben szereplő Chelsea játékosa.

## Pályafutása

### Klubcsapatokban

#### Paris Saint-Germain
2003 és 2010 között az AS Marolles, majd az SPC Fontainebleau csapataiban nevelkedett. 2010 nyarán 13 évesen került a Paris Saint-Germain akadémiájához, itt végig járta a korosztályos csapatokat. 2015-ben Laurent Blanc a csapat akkori edzője néhány fiatal társával együtt meghívott a szezon előtti felkészülésre.
2015. december 8-án a felnőttek között debütált a bajnokok ligájában a Sahtar Doneck ellen a 87. percben váltotta Lucas Mourát. Ezzel ő lett a klub harmadik legfiatalabb debütálója. Két héttel később aláírta első profi szerződését a klubbal. 2016. március 5-én debütált a bajnokságban a Montpellier HSC ellen és a szezon végén bajnoki címet ünnepelhetett a csapattal. A következő szezonban is számítottak rá az első csapatban. 2017. január 7-én a kupában megszerezte első felnőtt gólját hivatalos mérkőzésen a Bastia ellen. Március 12-én a bajnokságban is megszerezte első gólját, a második félidőben Edinson Cavani passzából volt eredményes a Lorient ellen.

#### RB Leipzig
2019. július 18-án 2024-ig szóló megállapodást írt alá a német RB Leipzig csapatával. Augusztus 18-án az Union Berlin ellen mutatkozott be a bajnokságban góllal. Négy perccel pályára lépését követően Marcel Sabitzer fejjel a kapu elé passzolt labdáját négy méterről a hálóba lőtte. Október 5-én második gólját szerezte meg a bajnokságban a Bayer Leverkusen csapata ellen. November 2-án csapata 8–0-ra győzte le az 1. FSV Mainz 05 csapatát, egy gólt szerzett. 2020. február 1-jén a Borussia Mönchengladbach ellen a 89. percben a pálya bal oldaláról lőtt a kapuba, és 2–2-re mentette a mérkőzést. Június 1-jén az 1. FC Köln csapata ellen a 38. percben Konrad Laimer kiugratását követően szerezte meg csapata második gólját a 4–2-re megnyert bajnoki mérkőzésen.
2020. november 4-én a 2020–2021-es UEFA-bajnokok ligája csoportkörében a Paris Saint-Germain ellen a 42. percben 17 méterről lőtt gólt volt klubjának, csapata 2–1-re nyert. November 28-án a 47. percben volt eredményes az Arminia Bielefeld ellen 2–1-re megnyert bajnoki találkozón. December 5-én az Allianz Arénában a Bayern München ellen 3–3-ra végződő mérkőzésen a 19. percben Manuel Neuert kicselezve szerezte meg a mérkőzés első gólját. 2021. január 30-án ő szerezte az egyetlen gólt a Bayer 04 Leverkusen ellen 1–0-ra megnyert bajnoki találkozón. Február 12-én az Augsburg ellen hazai pályán megnyert mérkőzésen Yussuf Poulsen passzából volt eredményes. Február 27-én kétgólos hátrányból felállva 3–2-re győzte le a Borussia Mönchengladbach csapatát a Lipcse, csapata első gólját ő szerezte meg a háromból. A következő fordulóban ismét eredményes tudott lenni, az SC Freiburg ellen 10 méterről az üres kapuba passzolt.
2021. augusztus 7-én az SV Sandhausen ellen 4–0-ra megnyert kupa találkozón a 60. percben volt eredményes. Szeptember 15-én mesterhármast szerzett az angol Manchester City elleni 2021–2022-es UEFA-bajnokok ligája csoportkörében 6–3-ra elvesztett mérkőzésen.
2022. április 14-én a labdarúgó Európa-liga negyeddöntőjének visszavágóján 2 gólt szerzett az Atalanta elleni idegenbeli mérkőzésen, így a Leipzig 3–1-es összesítéssel bejutott a legjobb négy közé.
2022. május 21-én a Freiburg elleni kupadöntőn egyenlítő gólt szerzett (1–1). Hosszabbítás után tizenegyesekkel (4–2) győztek, a lipcsei csapat tagjaként történelmet írtak a klub első Német labdarúgókupa aranyérmével.
2023. június 3-án a Német Kupadöntőn gólt és gólpasszt szerzett az Eintracht Frankfurt elleni 2–0-ás győztes mérkőzésen, az második félidő 71. percében szerezte meg a vezetést, a 85. percben Szoboszlai Dominiknak adta az asszisztot.

#### Chelsea
2023. június 20-án négy szezon után elhagyta az RB Leipzig csapatát, és egy hatéves szerződést kötött a nyugat-londoni együttessel.
A 2023–2024-es előszezonban a walesi Wrexham elleni felkészülési mérkőzésen lépett pályára először a csapatban, és az első találatát is megszerezte.
A Borussia Dortmund elleni mérkőzésen térdsérülést szenvedett. A hosszantartó sérülés után, december 16-án megrendezett Sheffield United elleni bajnokin nevezte első alkalommal Mauricio Pochettino a csapatba. Három nappal később debütált a Newcastle United elleni Angol-ligakupa mérkőzés 69. percében, Nicolas Jackson-t váltva. A rendes játékrész 1–1-el végződött, majd a tizenegyespárbajban értékesítette csapatának harmadik büntetőjét, és 5–3-mal továbbjutottak az elődöntőbe.
December 24-én lépett pályára első Premier League-mérkőzésén a Wolverhampton vendégeként 2–1-re elvesztett bajnokin. A második félidő 58. percében cserként érkezett Lesley Ugochukwu helyére, a 90+6. percben megszerezte a klub színeiben első találatát, Raheem Sterling beadását fejelte a kapuba.
December 27-én szerepelt első alkalommal a kezdő XI-ben a Crystal Palace elleni 2–1-es bajnokin.
2024. január 31-én az újév első mérkőzésén szerezte meg második találatát, a Liverpool vendégeként 4–1-re elvesztett bajnokin.
Február 7-én pályára lépett az angol kupában az Aston Villa vendégeként, a 3–1-es győztes visszavágó 87. percében Nicolas Jackson-t váltotta.

### A válogatottban
Többszörös korosztályos válogatott. Részt vett a 2017-es U20-as labdarúgó-világbajnokságon, ahol a csoportkör három mérkőzésén pályára lépett.
2022. március 17-én első alkalommal hívták be a felnőttcsapatba, az Elefántcsontpart, és a Dél Afrika elleni barátságos mérkőzésekre.
Március 25-én lépett pályára első alkalommal az Elefántcsontpart elleni 2–1-re megnyert hazai, Marseilleben megrendezett mérkőzésen.
Június 3-án játszotta első UEFA Nemzetek Ligája mérkőzését hazai környezetben Dánia ellen. A 2–1-re elvesztett találkozón pazar asszisztot készített elő Karim Benzema-nak.
2022. november 9-én Didier Deschamps nevezte a csapat 25-fős keretébe a 2022-es katari világbajnokságra, amit sérülés miatt kénytelen volt kihagynia.

## Statisztika

### Klubcsapatokban
2023. december 27-ei állapotnak megfelelően.
| Klub                  | Szezon           | Bajnokság        | Bajnokság | Bajnokság | Kupa  | Kupa  | Ligakupa | Ligakupa | Nemzetközi | Nemzetközi | Egyéb | Egyéb | Összes | Összes |
| Klub                  | Szezon           | Liga             | Mérk.     | Gólok     | Mérk. | Gólok | Mérk.    | Gólok    | Mérk.      | Gólok      | Mérk. | Gólok | Mérk.  | Gólok  |
| --------------------- | ---------------- | ---------------- | --------- | --------- | ----- | ----- | -------- | -------- | ---------- | ---------- | ----- | ----- | ------ | ------ |
| Paris Saint-Germain B | 2015–16          | National 2       | 18        | 2         | —     | —     | —        | —        | —          | —          | —     | —     | 18     | 2      |
| Paris Saint-Germain B | 2016–17          | National 2       | 9         | 3         | —     | —     | —        | —        | —          | —          | —     | —     | 9      | 3      |
| Paris Saint-Germain B | Összesen         | Összesen         | 27        | 5         | 0     | 0     | 0        | 0        | 0          | 0          | 0     | 0     | 27     | 5      |
| Paris Saint-Germain   | 2015–16          | Ligue 1          | 5         | 0         | 0     | 0     | 0        | 0        | 1          | 0          | —     | —     | 6      | 0      |
| Paris Saint-Germain   | 2016–17          | Ligue 1          | 8         | 1         | 4     | 1     | 3        | 0        | 1          | 0          | 0     | 0     | 16     | 2      |
| Paris Saint-Germain   | 2017–18          | Ligue 1          | 20        | 4         | 3     | 1     | 3        | 0        | 0          | 0          | 1     | 0     | 27     | 5      |
| Paris Saint-Germain   | 2018–19          | Ligue 1          | 22        | 3         | 5     | 0     | 1        | 0        | 0          | 0          | 1     | 1     | 29     |        |
| Paris Saint-Germain   | Összesen         | Összesen         | 55        | 8         | 12    | 2     | 7        | 0        | 2          | 0          | 2     | 1     | 78     | 11     |
| RB Leipzig            | 2019–20          | Bundesliga       | 32        | 5         | 3     | 0     | —        | —        | 9          | 0          | —     | —     | 44     | 5      |
| RB Leipzig            | 2020–21          | Bundesliga       | 28        | 6         | 5     | 0     | —        | —        | 7          | 1          | —     | —     | 40     | 7      |
| RB Leipzig            | 2021–22          | Bundesliga       | 34        | 20        | 6     | 4     | —        | —        | 12         | 11         | —     | —     | 52     | 35     |
| RB Leipzig            | 2022–23          | Bundesliga       | 25        | 16        | 3     | 3     | —        | —        | 7          | 3          | 1     | 1     | 36     | 23     |
| RB Leipzig            | Összesen         | Összesen         | 119       | 47        | 17    | 7     | 0        | 0        | 35         | 15         | 1     | 1     | 172    | 70     |
| Chelsea               | 2023–24          | Premier League   | 2         | 1         | 0     | 0     | 1        | 0        | 0          | 0          | 0     | 0     | 3      | 1      |
| Chelsea               | Összesen         | Összesen         | 2         | 1         | 0     | 0     | 1        | 0        | 0          | 0          | 0     | 0     | 3      | 1      |
| Karrier Összesen      | Karrier Összesen | Karrier Összesen | 203       | 61        | 29    | 9     | 8        | 0        | 37         | 15         | 3     | 2     | 280    | 87     |

1. 1 2 3 4 5  Mérkőzése(i) a(z) Bajnokok Ligájában
2. 1 2  Mérkőzése(i) a(z) Trophée des Champions-ban
3. ↑  A(z) Bajnokok Ligájában és a(z) Európa Ligában hatszor lépett pályára
4. ↑  A(z) BL-ben hétszer, a(z) EL-ben négyszer volt eredményes
5. ↑  Mérkőzése a 2022-es Német labdarúgó-szuperkupában

### A francia válogatottban
| Franciaország | Franciaország | Franciaország |
| Év            | Mérk.         | Gólok         |
| ------------- | ------------- | ------------- |
| 2022          | 8             | 0             |
| 2023          | 2             | 0             |
| 2024          | 1             | 1             |
| Összesen      | 11            | 1             |

### Mérkőzései a francia válogatottban
megjegyzés Az eredmények a francia válogatott szemszögéből értendők.
| #  | Dátum                | Ellenfél                | Eredmény | Kiírás              | Esemény |
| -- | -------------------- | ----------------------- | -------- | ------------------- | ------- |
| 1. | 2022. március 25.    | Elefántcsontpart        | 2 – 1    | barátságos mérkőzés | 75'     |
| 2. | 2022. március 29.    | Dél-afrikai Köztársaság | 5 – 0    | barátságos mérkőzés | 88'     |
| 3. | 2022. június 3.      | Dánia                   | 1 – 2    | Nemzetek Ligája     | 46'     |
| 4. | 2022. június 6.      | Horvátország            | 1 – 1    | Nemzetek Ligája     |         |
| 5. | 2022. június 10.     | Ausztria                | 1 – 1    | Nemzetek Ligája     | 79'     |
| 6. | 2022. június 13.     | Horvátország            | 0 – 1    | Nemzetek Ligája     | 72'     |
| 7. | 2022. szeptember 22. | Ausztria                | 2 – 0    | Nemzetek Ligája     | 79'     |
| 8. | 2022. szeptember 25. | Dánia                   | 0 – 2    | Nemzetek Ligája     | 65'     |

## Sikerei, díjai

### Klubcsapatokban
Paris Saint-Germain
- Ligue 1 (3): 2015–16, 2017–18, 2018–19
- Francia kupa (2): 2015–16, 2016–17
- Francia ligakupa (2): 2016–17, 2017–18
- Francia szuperkupa (4): 2015, 2016, 2017, 2018

 RB Leipzig
- Német kupagyőztes (2): 2021–22, 2022–23

### Egyéni
- Bundesliga – Az év játékosa: 2021–22[40]
- Bundesliga – A szezon csapatának tagja: 2021–22[41]
- VDV Bundesliga – Az év játékosa: 2021–22[42]
- VDV Bundesliga – A szezon csapatának tagja: 2021–22[42]
- Bundesliga – A hónap játékosa: 2021 október, 2022 február, 2022 március, 2022 április
- Európa-liga – A szezon csapatának tagja: 2021–22[43]